# 돈 메고완

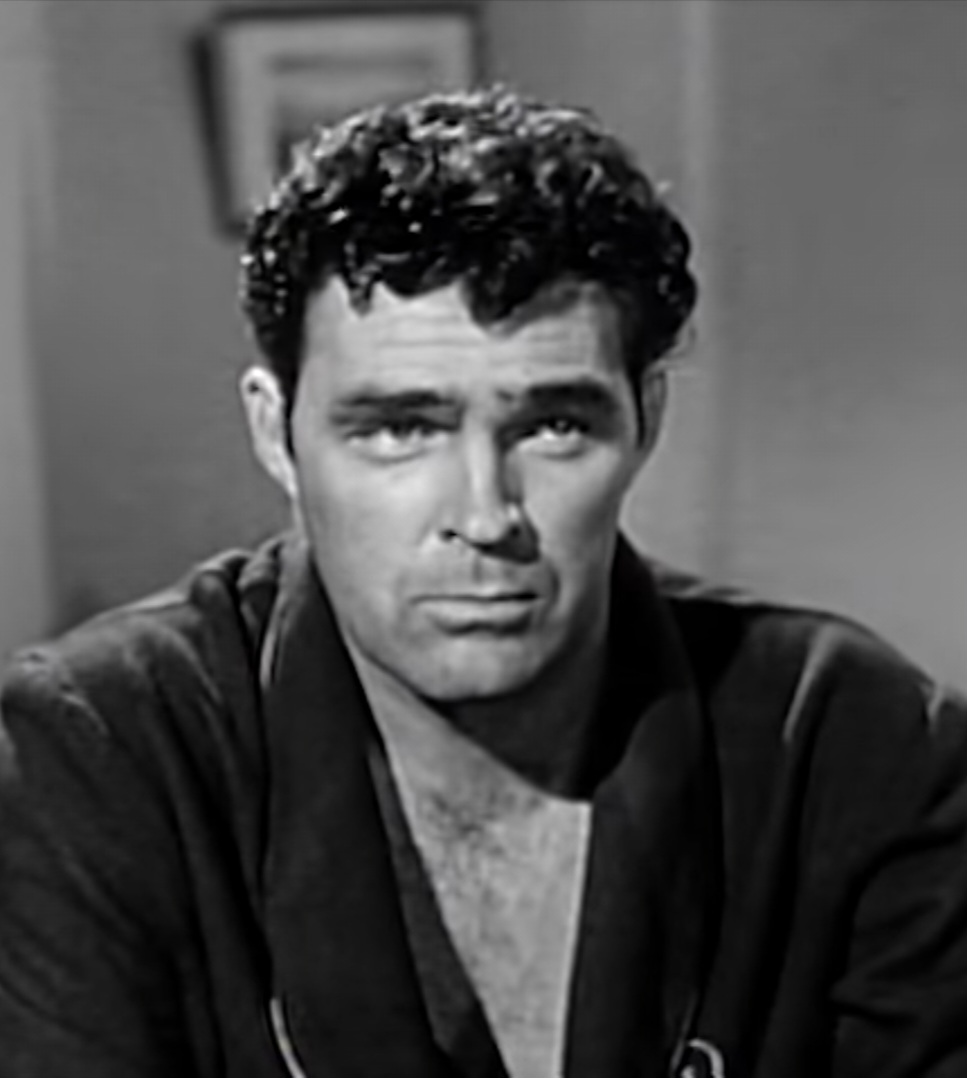

돈 메고완(Don Megowan, 1922년 5월 24일 ~ 1981년 6월 26일)은 미국의 영화배우, 텔레비전 배우이다.
잉글우드에서 태어났으며 파노라마시티에서 사망하였다.

## 영화
- 스크림 오브 더 울프 (1974년)
- 브레이징 새들스 (1974년)
- 코만도 전략 (1968년)
- 타잔 - 마이크 헨리 편 1 (1966년)
- 휴머노이드의 창조 (1962년)
- 보난자 (1959년)
- 서부의 파라딘 (1957년)
- 델리케이트 딜리퀀트 (1957년)
- 늑대인간 (1956년)
- 애니씽 고즈 (1956년)
- 딜론 보안관 (1955년)
- 샤이안 (1955년)
- 디즈니랜드 (1954년) - 마리온 A. 로스 역
- 클라이막스! (1954년)
- 프린스 밸리언트 (1954년)